# Scipione Scipioni
Scipione Scipioni (Citerna, 18 aprile 1867 – Roma, 28 ottobre 1940) è stato un militare italiano, generale di Corpo d'armata del Regio Esercito e senatore del Regno d'Italia.

## Biografia
Figlio di Giuseppe ed Assunta Ragnini, il 2 febbraio 1886 si arruolò come soldato semplice volontario nella compagnia d'istruzione del 15º reggimento artiglieria con ferma stabilita per i sottufficiali. Qui fu rapidamente promosso caporale e quindi sergente. Con questo grado, fu trasferito al 17º reggimento artiglieria il 16 settembre 1887, dove il 31 marzo 1889 assunse l'incarico di furiere.
Durante la prima guerra mondiale è stato autore dell'idea proposta all'allora Capo del reparto operazioni Armando Diaz dell'utilizzo delle corazze Farina per l'assalto, idea che venne approvata ma poco dopo scartata per l'inefficienza.

## Onorificenze
Italiane
Straniere

## Decorazioni
- Medaglia d'argento al Valor Militare
- Medaglia a ricordo delle campagne d'Africa
- Croce d'oro per anzianità di servizio
- Croce al merito di guerra
- Medaglia commemorativa della guerra 1915-1918
- Medaglia interalleata della Vittoria
- Medaglia a ricordo dell'Unità d'Italia
- Medaglia mauriziana al merito militare di dieci lustri